# Shangri-La (kraina)
Shangri-La – fikcyjna kraina opisana przez Jamesa Hiltona (1900-1954) w powieści Zaginiony horyzont wydanej w 1933 roku.
Jest to odosobniona dolina, położona w Tybecie u stóp fikcyjnej góry Karakal (w miejscowym narzeczu „Błękitny Księżyc”), wyższej od Mount Everestu. Dolina rządzona jest sprawiedliwie przez lamów z górującego nad nią klasztoru. Ludzie z Shangri-La są długowieczni, szczęśliwi, żyją w harmonii i oddają się kultywowaniu mądrości. Kontakty ze światem zewnętrznym są sporadyczne, ograniczają się do sprowadzania sprzętów uznanych za potrzebne (np. urządzeń sanitarnych), a także cennych dla ducha jak np. książki czy instrumenty muzyczne. Wędrowcy, którzy przypadkiem trafili do Shangri-La, mają zakaz jej opuszczania.
W kulturze masowej nazwa doliny zaczęła funkcjonować jako synonim mitycznej, orientalnej utopii żyjącej swoim rytmem z dala od zgiełku świata, ma oznaczać miejsce odosobnienia intelektualnego, kryjówkę przed hałasem świata zewnętrznego, naciskami polityki i wymogów kariery. Shangri-La to miejsce, w którym uczeni i pisarze mogą bez przeszkód oddawać się swoim rozmyślaniom i tworzyć swój własny świat. Tym samym miejsce to stało się w pewnym sensie synonimem pojęcia „wieży z kości słoniowej”.

## Shangri-La w kulturze
W muzyce:
Utwory zatytułowane Shangri-La nagrywali artyści:
- The Kinks na albumie Arthur (Or the Decline and Fall of the British Empire) z roku 1969
- Druid na albumie Toward The Sun z roku 1975
- Electric Light Orchestra na albumie A New World Record z roku 1976
- La Pregunta z albumu Gnp Crescendo z roku 1978
- Kim Wilde na albumie Teases & Dares z roku 1984
- Mother Love Bone na albumie Apple z roku 1990 (utwór „This is Shangrila”)
- Billy Idol na albumie Cyberpunk z roku 1993 (utwór „Shangrila”)
- Steelheart na albumie Wait z roku 1996
- The Rutles na albumie The Rutles Archaeology z roku 1996
- Stevie Nicks utwór Trouble in Shangri-La na albumie o tym samym tytule z roku 2001
- Nektar na albumie The Prodigal Son z roku 2001
- Grandaddy na albumie Just Like The Fambly Cat z roku 2006 (utwór „Shangri-La (Outro)”)
- The Stranglers z albumu Suite XVI z 2006
- Martina Topley-Bird na albumie The Blue God z roku 2008
- Gotthard z albumu Need to Believe z roku 2009
- Paleface z albumu Helsinki – Shangri-La z roku 2010 (utwór „Helsinki – Shangri-La”)
- Acid Black Cherry z albumu 2012 z roku 2012
- Mucc z albumu Shangri-La z roku 2012
- Miyavi z albumu The Others z roku 2015
- VIXX z albumu 桃源境 (도원경) z roku 2017
- µ's z albumu µ's Best Album Best Live! Collection II z roku 2014
- Industry(inne języki) z albumu Stranger To Stranger(inne języki) z roku 1983

Albumy zatytułowane Shangri-La nagrali artyści:
- The Rubettes w roku 1979
- Stone Temple Pilots w roku 2001 album Shangri-La Dee Da
- Insane Clown Posse w roku 2002 album The Wraith: Shangri-La
- Mark Knopfler w roku 2004
- Mucc w roku 2012
- Jake Bugg w roku 2013
- Edenbridge w roku 2022

Motyw Shangri-La można również znaleźć w utworach:
- „Kashmir” zespołu Led Zeppelin z albumu Physical Graffiti z roku 1975
- „Cry Little Sister” Mike’a Mainieriego i Gerarda McMahona ze ścieżki dźwiękowej do filmu Straceni chłopcy z roku 1987[2].
- „Angels Fall First” zespołu Nightwish z albumu Angels Fall First z roku 1997.
- „Suck It and See” zespołu Arctic Monkeys z albumu Suck It and See z roku 2011.
- „Sir Mr. Presideath Sir” zespołu Lordi z albumu Scare Force One z roku 2014[3].
- „Shangri La” kieleckiego rapera Dejana z roku 2015.
- „Bourgeois Shangri-La” piosenkarki Miss Li z albumu „Dancing the whole way home” z roku 2009
- „Ghost of Shangri La” wokalisty rockowego Mylesa Kennedy’ego z albumu „Year of the Tiger” z roku 2018
- "Z Tobą" rapera Sokoła z albumu "Wojtek Sokół" z roku 2019

W filmie:
- W 1937 roku na podstawie powieści Jamesa Hiltona powstał film Lost Horizon w reżyserii Franka Capry
- W filmie Ślepa furia z 1989 roku pojawia się jako napis na skrzynce na listy, przy wejściu do przyczepy, w której mieszka instruktorka jogi Coleen.
- Jedno z miejsc akcji filmu Sky Kapitan i świat jutra z 2004 r.
- Świat równoległy w anime Noein
- Jedno z miejsc akcji w filmie Scooby Doo i śnieżny stwór
- Jedno z miejsc akcji filmu Stephena Sommersa pt. Mumia: Grobowiec cesarza smoka z 2008 r.
- Shangri-La Towers to nazwa osiedla dla biedoty w filmie Brazil w reżyserii Terry’ego Gilliama.
- W serialu Skrzydła w odcinku „The Lyin' King” (1996) klub ze striptizem nosi nazwę „Club Shangri-La”.

W grach komputerowych:
- Jedna z lokacji w grze Unreal Tournament III
- Kraina, do której podążają bohaterowie gry Uncharted 2: Among Thieves.
- W trzecim DLC do Call of Duty: Black Ops, pojawia się nowa mapa do trybu „Zombie” o tej nazwie. Występują na niej dwa nowe typy zombie.
- W grze Far Cry 4, gdzie medytując można przenieść się do tej krainy.
- W grze Hitman: Rozgrzeszenie lokacja zawierająca mieszkania hipisów nosi tę nazwę.
- W grze Reksio i Kapitan Nemo, miejsce to znajduje się jednak w Indiach.
- W dodatku do drugiej części gry Seduce Me the Otome: The Demon War.
- Statek, który zabiera początkujących graczy na nowy ląd w MapleStory.
- Jedna z map oryginalnej, pierwszej odsłony z serii Heroes of Might and Magic
- Jedna z lokacji w grze Yakuza (gra komputerowa)

W literaturze:
- W Klątwa Tygrysa-Wyzwanie autorstwa Colleen Houck, wydana w 2012 r. Miejsce przedstawione jako raj w którym panuje zgoda i ład, zwierzęta wszystkich gatunków, oraz istoty fantastyczne żyją wspólnie w harmonii. Autorka przedstawiła Shangri-La jako azyl dla zwierząt z Arki Noego.